# مركز دراسات الصم في بريستول
مركز دراسات الصم كان قسمًا تابعًا لجامعة بريستول في إنجلترا، يعمل في مجال دراسات الصم، والتي يُعرّفها بأنها دراسة "لغة ومجتمع وثقافة الصم".
أُنشئ المركز سنة 1978، وادّعى أنه أول مؤسسة تعليم عالٍ في أوروبا "تركّز حصريًا على البحث والتعليم الهادف إلى خدمة مجتمع الصم". كان المركز رائدًا في تأسيس تخصصات دراسات الصم ومفهوم "الصمّوية".
استخدم المركز لغة الإشارة البريطانية، وكان يتبع سياسة التواصل الثنائي بين لغة الإشارة البريطانية واللغة الإنجليزية، وضمّ أغلبية من الكادر التدريسي من الصم.
قدّم المركز برامج بكالوريوس في العلوم وماجستير في العلوم، بالإضافة إلى درجات بحثية على مستوى ماجستير الفلسفة والدكتوراه. أعلنت جامعة بريستول عن خطط لإغلاق برنامج البكالوريوس في أيار سنة 2010 بعد حملة فاشلة من مؤيدي المركز وموظفيه. وبحلول سنة 2013، كانت الجامعة تقوم بإغلاق المركز تدريجيًا من خلال برنامج تسريح الموظفين واستنزاف الكادر.
تأسس المركز سنة 1978. وكان أول بحث حول اكتساب واستخدام لغة الإشارة البريطانية هو أول مشروع بحثي يُموَّل في هذا المجال في المملكة المتحدة. في سنة 1980، أنتج المركز أول دليل ترميز للغة الإشارة البريطانية، تلاه أول كتاب دراسي عن هذه اللغة في سنة 1985. وفي سنة 1980، نظّم المركز أول مؤتمر وطني للغة الإشارة في المملكة المتحدة، وفي العام التالي استضاف أول مؤتمر دولي للغة الإشارة يُعقد في المملكة المتحدة. كما نظّم أول ورشة عمل دولية للباحثين الصم سنة 1985.
في سنة 1984، صكّ المركز مصطلح "دراسات الصم"، وفي سنة 2001 أسس أول منصب أستاذية في هذا التخصص. كما وظّف في نفس العام مديرًا أصم، وهو أول مرة يتولى فيها شخص أصم إدارة مركز أكاديمي أوروبي.
وفي سنة 2003، نشر الباحث في المركز بادي لاد كتابه فهم ثقافة الصم: بحثًا عن الصمّوية، والذي ساهم في نشر مصطلح "الصمّوية" الذي كان قد صاغه سنة 1990.

## الأبحاث
تركّزت الأبحاث في المركز على خمسة مجالات: اللغة واللسانيات والأدب المتعلق بلغة الإشارة؛ اكتساب لغة الإشارة؛ المجتمع وثقافة الصم، المعروفة باسم "الصمّوية"؛ الإدراك وعلم النفس؛ وتطبيقات التكنولوجيا مثل الهواتف المرئية والتعليم الإلكتروني. وقد تم اختبار هاتف سمعي بصري بالتعاون مع شرطة آفون وسومرست.
كان المركز رائدًا في التعليم. في سنة 1981، قدّم أول دورة جامعية في لغة الإشارة البريطانية للمحترفين. وفي سنة 1985، بدأ دورة دبلوم في العلوم الاجتماعية ضمن دراسات الصم. تلاها في سنة 1987 برنامج جزئي في تفسير لغة الإشارة، أصبح برنامجًا بدوام كامل في سنة 1990. وفي سنة 1992، أنشأ المركز أول برنامج تدريبي بدوام كامل وعلى مستوى جامعي يُدرّس بلغة الإشارة للصم. وفي سنة 1993، أُسس دبلوم التعليم العالي، وهو أول برنامج بكالوريوس في دراسات الصم في المملكة المتحدة، وتبعه في سنة 1999 أول برامج بكالوريوس وماجستير في دراسات الصم.
كانت بريستول واحدة من قلة من الجامعات في المملكة المتحدة التي قدّمت درجة جامعية في دراسات الصم. في أيار سنة 2010، أعلنت الجامعة عن خطط لإغلاق برنامج البكالوريوس كجزء من مسعى لتوفير خمسة عشر مليون جنيه إسترليني. ركّزت الحملة المعارضة لذلك على غياب العدالة في استهداف الموظفين والطلبة من ذوي الاحتياجات الخاصة، وعلى نهج الجامعة العدواني تجاه مركز دراسات الصم، بقيادة العميدة الدكتورة جوديث سكوايرز. وُجّهت اتهامات إلى كليتها بأنها أنقذت وحدات أخرى فقط من خلال التضحية بالمركز. وقد تم إغلاق البرنامج بالفعل، وتخرّج آخر دفعة من طلاب البكالوريوس سنة 2013.
استمر المركز حتى وقت قريب بتقديم دورات دراسات عليا تعليمية: شهادة ودبلوم في دراسات الصم، ودرجة ماجستير في دراسات الصم. كما قدّم المركز مجموعة من الدورات القصيرة، بما في ذلك لغة الإشارة البريطانية، وتفسير لغة الإشارة البريطانية، ودراسات الصمّوية. وكانت خدمة "ديَفستيشن"، وهي نشرة أخبار يومية بلغة الإشارة البريطانية، تُدار من قبل المركز.
في سنة 2012، وقبيل الإغلاق، كانت مديرة المركز ساندرا سميث. وكان أستاذ هاري كروك في دراسات الصم هو جيم كايل، الذي عمل في بريستول لأكثر من عشرين عامًا ويُعد من الخبراء البارزين في سياسات الصم. من بين الباحثين الآخرين كان القارئ الدكتور بادي لاد، والمحاضرة الدكتورة سارة باتربري، وعدد من الباحثين الآخرين. وكانت أغلبية الكادر التدريسي من الصم. في أواخر سنة 2012، عُرض على الكادر الأكاديمي عقود عمل جزئية فقط أو الاستغناء عن خدماتهم - على أن يُنفذ ذلك في سنة 2013. وقد قبل الجميع الاستغناء، ما عدا البروفيسور كايل. اتهمت الجالية الصماء جامعة بريستول بمحاولة إغلاق المركز عبر استنزاف الكادر؛ فبإغلاق درجة البكالوريوس، تمكنت الجامعة من الادعاء بعدم الحاجة إلى عدد كبير من المدرّسين.

## الإغلاق
توقفت الجامعة عن قبول الطلبة سنة 2013. وقد مرّر مجلس الجامعة قرار الإغلاق مع صوت معارض واحد فقط. وكان إغلاق مركز دراسات الصم أول صدمة مزدوجة لمجتمع الصم في بريستول. ففي اليوم التالي مباشرة، أعلن نادي الصم في بريستول (وهو منظمة غير مرتبطة بالمركز، لكنها كانت تُرتاد من قبل العديد من العاملين فيه وتشكل محورًا لمجتمع الصم في بريستول) عن بيعه لمبناه إلى كنيسة إيليم.